# Áureo Baqueiro
Áureo Baqueiro (Ciudad de México, 29 de marzo de 1968) es un cantautor, compositor y productor musical mexicano. Ha compuesto y/o producido temas para grupos y cantantes como Darina, Thalía, Paulina Rubio, Ha*Ash, María José, Gian Marco, Alejandro Fernández, Paty Cantú, Tres de Copas, Timbiriche, Kabah, T' de Tila, Sin Bandera y La Oreja de Van Gogh.

## Inicios
Nació el 29 de marzo de 1968 en la Ciudad de México. Desde los 6 años de edad sintió una fuerte atracción por la música. Su primer instrumento fue la batería, pues él deseaba ser un músico como su tío, el compositor Luis Demetrio. Tiempo después, aprendió a tocar la guitarra y plasmó en una grabadora todas sus ideas musicales.
A los 17 años, empezó a moverse dentro del mundo de la música. Formó un grupo de músicos que llegó a oídos del productor Luis de Llano. Este tomó la decisión de conjuntarlos con La Banda Timbiriche, gracias a que una amiga de ellos era novia del entonces integrante del grupo, Eduardo Capetillo. Aunque no era la manera en que Áureo imaginaba iniciarse en la música, él mismo lo describe como un buen comienzo, pues poco a poco los productores empezaron a interesarse en las composiciones de Baqueiro, incluyendo 3 canciones de él en un disco doble de la banda y "Después de la Función" de Sasha Sokol. Paralelamente a su trabajo como músico de Timbiriche, continuó componiendo canciones de forma independiente, así como también logró absorber ciertos conocimientos de la gente con quien trabajó. Más adelante entró también como arreglista y colaboró en la dirección de voces, al lado de Memo Méndez Guiu y Marco Flores.
Su proyecto como cantante no lo había desechado; sin embargo, las circunstancias lo fueron llevando detrás de los escenarios, como compositor y productor. Aunque las cosas funcionaban bien, la inquietud de Áureo era estudiar música, así que con ahorros y algunos trabajos en mano se fue a la Universidad de Berklee College of Music, en Boston, Massachusetts en Estados Unidos.

## Carrera

### Cantante
En 1993, Áureo regresa a México para tocar puertas en diferentes disqueras y con distintos productores. El entonces director artístico de Warner Music, Mauricio Abaroa, apuesta por su talento y decide apoyarlo; le brinda libertad total para hacer su disco.
Su primer disco titulado simplemente Áureo Baqueiro es lanzado al mercado en 1995. El disco se promocionó a través del canal mexicano Telehit que transmitió los videos musicales de sus dos sencillos: «La vida es así» y «El equilibrio». Este disco también contiene temas como «Morir en el intento», «Oh vida», «Todo está mal con Sofía», «Contigo», «El deseo», entre otros. Cabe mencionar que el estilo del disco es un pop-rock con tintes de baladas, secuencias electrónicas y con varias guitarras acústicas.
En 1997 lanza su segundo y último disco, titulado Volumen 2, un disco con un pop más definido y con canciones más rítmicas coproducido por Xavier López Miranda. Algunos temas de este disco: «Enséñame», «Te voy dejando», «Un poco de amor», «Disco Hit», entre otros. Tras su lanzamiento, decide poner fin a su carrera como cantante.

### Productor
Después de alejarse del medio musical por un año, regresa a sus raíces de productor y arreglista. Sus composiciones llegan a oídos del grupo Kabah, y le proponen a su disquera que él sea el productor de su entonces siguiente álbum XNE. Es así como trabajó como productor y escritor de diversos artistas y grupos musicales y consolidó a otros que ya llevaban cierto camino recorrido en la música. Entre ellos se puede mencionar al grupo Sin Bandera, a quien le produjo cuatro álbumes de estudio. En 2002, para el grupo T' De Tila, grupo creado en PopStars México en 2002, componiendo para ella varias canciones entre ellas «Aquí estoy» y su único sencillo «Dejarte ir». Otro grupo impulsado por Áureo fue el dueto Ha*Ash, lanzado a la fama en el año 2003, a quién produjo sus primeros cuatro álbumes de estudio. Ha trabajado con Alejandro Fernández, Natalia Lafourcade, Kalimba, Pandora, 3 de Copas, entre otros, y ha colaborado con grandes músicos como David Torrens, Mario Domm, Aleks Syntek y Benny Ibarra. 
En 2010, produjo el disco en donde Álex Ubago, Lena Burke y Jorge Villamizar forman un trío musical, que vio la luz en septiembre de 2010. En los años siguiente formó parte de los trabajos discográficos de Leonel García, La Oreja de Van Gogh, Francisca Valenzuela y  Ana Torroja.

## Premios y nominaciones
Ha ganado varios premios y reconocimientos, como: Grammy Latino 2002 como productor del Mejor Disco Pop de Dúo o Grupo, por su producción de Sin Bandera; Grammy Latino 2004 como productor del Mejor Disco Pop de Dúo o Grupo, nuevamente por una producción de De viaje, ambos álbumes de Sin Bandera. Asimismo consiguió el Premio Ritmo Son por la Canción del Año, «Estés donde estés», interpretada por Ha*Ash en el año 2003, asimismo ganó el premio a Canción del año entregada por la Sociedad Americana de Compositores, Autores y Editores (ASCAP) por el tema «No te quiero nada» también interpretada por el dúo. 
Ganó tres premios Oye por Álbum del Año: en el año 2004 por Sin Bandera, en 2005 por A corazón abierto, de Alejandro Fernández, y en el año 2006 por México-Madrid, directo y sin escalas, también Fernández. Además ha recibido nominaciones muy importantes, como 2 para los premios Latin Billboard para Productor del Año, en el año 2003 y el año 2005; 2 para el Grammy por Mejor Disco Pop: en el año 2002, por Sin Bandera, y en el año 2003, por Natalia Lafourcade, y 9 al Grammy Latino.

## Discografía

### Solista
- 1995 - Áureo Baqueiro.
- 1997 - Volumen 2.

## Créditos de composición y producción
| Año  | Título                              | Artista                       | Álbum                                              | Coescrito o escritor | Productor | Ref          |
| ---- | ----------------------------------- | ----------------------------- | -------------------------------------------------- | -------------------- | --------- | ------------ |
| 1990 | «Pienso en ti»                      | Thalía                        | Thalía (1990)                                      | Sí                   | No        | [ 1 ]        |
| 1990 | «Libertad De Expresión»             | Thalía                        | Thalía (1990)                                      | Sí                   | No        | [ 1 ]        |
| 2002 | «Para alcanzarte»                   | Sin Bandera                   | Sin Bandera                                        | No                   | Sí        | [ 1 ]        |
| 2002 | «Kilómetros»                        | Sin Bandera                   | Sin Bandera                                        | No                   | Sí        | [ 1 ]        |
| 2002 | «A encontrarte»                     | Sin Bandera                   | Sin Bandera                                        | Sí                   | Sí        | [ 1 ]        |
| 2002 | «A primera vista»                   | Sin Bandera                   | Sin Bandera                                        | No                   | Sí        | [ 1 ]        |
| 2002 | «Entra en mi vida»                  | Sin Bandera                   | Sin Bandera                                        | No                   | Sí        | [ 1 ]        |
| 2002 | «Te vi venir»                       | Sin Bandera                   | Sin Bandera                                        | No                   | Sí        | [ 1 ]        |
| 2002 | «Sirena»                            | Sin Bandera                   | Sin Bandera                                        | Sí                   | Sí        | [ 1 ]        |
| 2002 | «No neguemos el amor»               | Sin Bandera                   | Sin Bandera                                        | No                   | Sí        | [ 1 ]        |
| 2002 | «Si me besas»                       | Sin Bandera                   | Sin Bandera                                        | No                   | Sí        | [ 1 ]        |
| 2002 | «Ves»                               | Sin Bandera                   | Sin Bandera                                        | No                   | Sí        | [ 1 ]        |
| 2003 | «Déjame conmigo»                    | Darina                        | Darina                                             | No                   | Sí        | [ 1 ]        |
| 2003 | «De corazón a corazón (Inevitable)» | Darina                        | Darina                                             | No                   | Sí        | [ 1 ]        |
| 2003 | «Crecer»                            | Darina                        | Darina                                             | Sí                   | Sí        | [ 1 ]        |
| 2003 | «Como Tú conmigo»                   | Darina                        | Darina                                             | No                   | Sí        | [ 1 ]        |
| 2003 | «Libertad condicional»              | Darina                        | Darina                                             | Sí                   | Sí        | [ 1 ]        |
| 2003 | «Tú y yo»                           | Darina                        | Darina                                             | Sí                   | Sí        | [ 1 ]        |
| 2003 | «Nunca me olvides»                  | Darina                        | Darina                                             | No                   | Sí        | [ 1 ]        |
| 2003 | «No bastó»                          | Darina                        | Darina                                             | Sí                   | Sí        | [ 1 ]        |
| 2003 | «No es solución»                    | Darina                        | Darina                                             | No                   | Sí        | [ 1 ]        |
| 2003 | «Sola»                              | Darina                        | Darina                                             | No                   | Sí        | [ 1 ]        |
| 2003 | Todas las canciones                 | Sin Bandera                   | De viaje                                           | No                   | Sí        | [ 2 ] [ 1 ]  |
| 2003 | «Soy mujer»                         | Ha*Ash                        | Ha*Ash                                             | Sí                   | Sí        | [ 3 ] [ 1 ]  |
| 2003 | «Odio amarte»                       | Ha*Ash                        | Ha*Ash                                             | Sí                   | Sí        | [ 3 ] [ 1 ]  |
| 2003 | «Te quedaste»                       | Ha*Ash                        | Ha*Ash                                             | Sí                   | Sí        | [ 3 ] [ 1 ]  |
| 2003 | «Estés donde estés»                 | Ha*Ash                        | Ha*Ash                                             | Sí                   | Sí        | [ 3 ] [ 1 ]  |
| 2003 | «Prefiero»                          | Ha*Ash                        | Ha*Ash                                             | Sí                   | Sí        | [ 3 ] [ 1 ]  |
| 2003 | «Deja de llover»                    | Ha*Ash                        | Ha*Ash                                             | Sí                   | Sí        | [ 3 ] [ 1 ]  |
| 2003 | «Superficial»                       | Ha*Ash                        | Ha*Ash                                             | Sí                   | Sí        | [ 3 ] [ 1 ]  |
| 2003 | «Milagros de ocasión»               | Ha*Ash                        | Ha*Ash                                             | Sí                   | Sí        | [ 3 ] [ 1 ]  |
| 2003 | «Si pruebas una vez»                | Ha*Ash                        | Ha*Ash                                             | No                   | Sí        | [ 3 ] [ 1 ]  |
| 2003 | «Extraña en la ciudad»              | Ha*Ash                        | Ha*Ash                                             | Sí                   | Sí        | [ 3 ] [ 1 ]  |
| 2004 | Todas las canciones                 | Lu                            | Lu                                                 | No                   | Sí        | [ 1 ]        |
| 2004 | Todas las canciones                 | Alejandro Fernández           | A corazón abierto                                  | No                   | Sí        | [ 4 ]        |
| 2005 | «Qué me alcance la vida»            | Sin Bandera                   | Mañana                                             | No                   | Sí        | [ 5 ]        |
| 2005 | Todas las canciones                 | Alejandro Fernández           | México-Madrid: en directo y sin escalas            | No                   | Sí        | [ 6 ]        |
| 2005 | «Si tú quieres ser»                 | Ha*Ash                        | Mundos opuestos                                    | Sí                   | Sí        | [ 7 ] [ 1 ]  |
| 2005 | «Amor a medias»                     | Ha*Ash                        | Mundos opuestos                                    | Sí                   | Sí        | [ 7 ] [ 1 ]  |
| 2005 | «Tu mirada en mi»                   | Ha*Ash                        | Mundos opuestos                                    | Sí                   | Sí        | [ 7 ] [ 1 ]  |
| 2005 | «Ya no»                             | Ha*Ash                        | Mundos opuestos                                    | Sí                   | Sí        | [ 7 ] [ 1 ]  |
| 2005 | «Me entrego a ti»                   | Ha*Ash                        | Mundos opuestos                                    | No                   | Sí        | [ 7 ] [ 1 ]  |
| 2005 | «No te puedo enamorar»              | Ha*Ash                        | Mundos opuestos                                    | Sí                   | Sí        | [ 7 ] [ 1 ]  |
| 2005 | «Aléjate de mi hermana»             | Ha*Ash                        | Mundos opuestos                                    | Sí                   | Sí        | [ 7 ] [ 1 ]  |
| 2005 | «Quédate conmigo»                   | Ha*Ash                        | Mundos opuestos                                    | Sí                   | Sí        | [ 7 ] [ 1 ]  |
| 2005 | «Más perfecta que normal» (Hello)   | Ha*Ash                        | Mundos opuestos                                    | No                   | Sí        | [ 7 ] [ 1 ]  |
| 2005 | «Vaquera»                           | Ha*Ash                        | Mundos opuestos                                    | No                   | Sí        | [ 7 ] [ 1 ]  |
| 2005 | «Pobre diabla»                      | Ha*Ash                        | Mundos opuestos                                    | No                   | Sí        | [ 7 ] [ 1 ]  |
| 2005 | «¿Qué hago yo?»                     | Ha*Ash                        | Mundos opuestos                                    | No                   | Sí        | [ 7 ] [ 1 ]  |
| 2006 | «Nada puede cambiarme»              | Paulina Rubio                 | Ananda                                             | No                   | Sí        | [ 8 ]        |
| 2006 | «Lo que pensamos»                   | Paulina Rubio                 | Ananda                                             | Sí                   | Sí        | [ 8 ]        |
| 2007 | «Más de ti»                         | María José                    | María José                                         | Sí                   | Sí        | [ 1 ] [ 9 ]  |
| 2007 | «¿Quién eres tú?»                   | María José                    | María José                                         | Sí                   | Sí        | [ 1 ] [ 9 ]  |
| 2007 | «Ya te dije adiós»                  | María José                    | María José                                         | Sí                   | Sí        | [ 1 ] [ 9 ]  |
| 2007 | «¿Dónde está?»                      | María José                    | María José                                         | Sí                   | Sí        | [ 1 ] [ 9 ]  |
| 2007 | «Detrás de tus palabras»            | María José                    | María José                                         | Sí                   | Sí        | [ 1 ] [ 9 ]  |
| 2007 | «No soy yo»                         | María José                    | María José                                         | Sí                   | Sí        | [ 1 ] [ 9 ]  |
| 2007 | «Me equivoqué»                      | María José                    | María José                                         | No                   | Sí        | [ 1 ] [ 9 ]  |
| 2007 | «Habla menos»                       | María José                    | María José                                         | Sí                   | Sí        | [ 1 ] [ 9 ]  |
| 2007 | «It's a party»                      | María José                    | María José                                         | Sí                   | Sí        | [ 1 ] [ 9 ]  |
| 2007 | «Quédate cerca»                     | María José                    | María José                                         | Sí                   | Sí        | [ 1 ] [ 9 ]  |
| 2007 | Todas las canciones                 | Sin Bandera                   | Hasta ahora                                        | No                   | Sí        | [ 10 ]       |
| 2007 | «Te voy a perder»                   | Alejandro Fernández           | Viento a favor                                     | Sí                   | Sí        | [ 11 ]       |
| 2007 | «A manos llenas»                    | Alejandro Fernández           | Viento a favor                                     | No                   | Sí        | [ 11 ]       |
| 2007 | «Tanto amar»                        | Alejandro Fernández           | Viento a favor                                     | No                   | Sí        | [ 11 ]       |
| 2007 | «Amenaza de lluvia»                 | Alejandro Fernández           | Viento a favor                                     | No                   | Sí        | [ 11 ]       |
| 2007 | «Eres»                              | Alejandro Fernández           | Viento a favor                                     | No                   | Sí        | [ 11 ]       |
| 2007 | «No se me hace fácil»               | Alejandro Fernández           | Viento a favor                                     | No                   | Sí        | [ 11 ]       |
| 2007 | «Estabas ahí»                       | Alejandro Fernández           | Viento a favor                                     | No                   | Sí        | [ 11 ]       |
| 2007 | «Sin consideración»                 | Alejandro Fernández           | Viento a favor                                     | No                   | Sí        | [ 11 ]       |
| 2007 | «Solitario y solo»                  | Alejandro Fernández           | Viento a favor                                     | No                   | Sí        | [ 11 ]       |
| 2007 | «Sueño contigo»                     | Alejandro Fernández           | Viento a favor                                     | No                   | Sí        | [ 11 ]       |
| 2007 | «Amor gitano»                       | Alejandro Fernández           | Viento a favor                                     | No                   | Sí        | [ 11 ]       |
| 2007 | «Cuando estemos juntos»             | Alejandro Fernández           | Viento a favor                                     | Sí                   | Sí        | [ 11 ]       |
| 2008 | «Te dejo»                           | Ha*Ash                        | Habitación doble                                   | No                   | Sí        | [ 1 ] [ 12 ] |
| 2008 | «No te quiero nada»                 | Ha*Ash                        | Habitación doble                                   | Sí                   | Sí        | [ 1 ] [ 12 ] |
| 2008 | «Lo que yo sé de ti»                | Ha*Ash                        | Habitación doble                                   | No                   | Sí        | [ 1 ] [ 12 ] |
| 2008 | «Vamos a llamarlo amor»             | Ha*Ash                        | Habitación doble                                   | Sí                   | Sí        | [ 1 ] [ 12 ] |
| 2008 | «Esta mujer»                        | Ha*Ash                        | Habitación doble                                   | No                   | Sí        | [ 1 ] [ 12 ] |
| 2009 | Todas las canciones                 | Sin Bandera                   | Reanuedo                                           | No                   | Sí        | [ 1 ]        |
| 2010 | «Sal de mi piel»                    | Belinda                       | Carpe Diem                                         | No                   | Sí        | [ 1 ] [ 13 ] |
| 2010 | «Gaia»                              | Belinda                       | Carpe Diem                                         | No                   | Sí        | [ 1 ] [ 13 ] |
| 2011 | «Impermeable»                       | Ha*Ash                        | A tiempo                                           | Sí                   | Sí        | [ 1 ] [ 14 ] |
| 2011 | «Frente a frente»                   | Ha*Ash                        | A tiempo                                           | No                   | Sí        | [ 1 ] [ 14 ] |
| 2011 | «Faltas tú»                         | Ha*Ash                        | A tiempo                                           | Sí                   | Sí        | [ 1 ] [ 14 ] |
| 2011 | «Irremediable»                      | Ha*Ash                        | A tiempo                                           | Sí                   | Sí        | [ 1 ] [ 14 ] |
| 2011 | «¿Qué haré con este amor?»          | Ha*Ash                        | A tiempo                                           | No                   | Sí        | [ 1 ] [ 14 ] |
| 2011 | «Te dejo en libertad»               | Ha*Ash                        | A tiempo                                           | No                   | Sí        | [ 1 ] [ 14 ] |
| 2011 | «Todo no fue suficiente»            | Ha*Ash                        | A tiempo                                           | No                   | Sí        | [ 1 ] [ 14 ] |
| 2013 | Todas las canciones                 | La Oreja de Van Gogh          | Primera fila: La Oreja de Van Gogh                 | No                   | Sí        | [ 15 ]       |
| 2013 | Todas las canciones                 | Pandora                       | En el camino                                       | No                   | Sí        | [ 16 ]       |
| 2015 | «Disculpa»                          | Ana Torroja                   | Conexión                                           | Sí                   | Sí        | [ 1 ] [ 17 ] |
| 2015 | Resto de las canciones              | Ana Torroja                   | Conexión                                           | No                   | Sí        | [ 1 ] [ 17 ] |
| 2016 | Todas las canciones                 | La Oreja de Van Gogh          | El planeta imaginario                              | No                   | Sí        | [ 18 ]       |
| 2016 | Todas las canciones                 | Sin Bandera                   | Una última vez                                     | No                   | Sí        | [ 19 ]       |
| 2017 | Todas las canciones                 | Alejandro Fernández           | Rompiendo fronteras                                | No                   | Sí        | [ 1 ]        |
| 2017 | Todas las canciones                 | Sin Bandera                   | Primera fila: Sin Bandera. Una última vez (Encore) | No                   | Sí        | [ 1 ]        |
| 2017 | «Satisfecha»                        | Gloria Trevi Alejandra Guzmán | Versus                                             | No                   | Sí        | [ 1 ]        |
| 2017 | «Hey, güera & La papa sin cátsup»   | Gloria Trevi Alejandra Guzmán | Versus                                             | No                   | Sí        | [ 1 ]        |
| 2020 | Todas las canciones                 | Alejandro Fernández           | Hecho en México                                    | No                   | Sí        | [ 1 ] [ 20 ] |